# Apple A12
L'Apple A12 Bionic és un sistema basat en ARM de 64 bits en un xip (SoC) dissenyat per Apple Inc. Va aparèixer per primera vegada a l'iPhone XS i XS Max, iPhone XR, iPad Air (3a generació), iPad Mini (5a generació), iPad de 8a generació i Apple TV 4K (2a generació). Apple afirma que els dos nuclis d'alt rendiment són un 15% més ràpids i un 50% més eficients energèticament que els Apple A11, i els quatre nuclis d'alta eficiència utilitzen un 50% menys d'energia que els A11. És el primer sistema de mercat massiu en un xip que es construeix amb el procés de 7 nm.

## Disseny
L'Apple A12 SoC inclou una CPU de sis nuclis ARMv8.3-A de 64 bits dissenyada per Apple, amb dos nuclis d'alt rendiment anomenats Vortex, que funciona a 2,49 GHz i quatre nuclis energèticament eficients anomenats Tempest. Els nuclis Vortex són un disseny superescalar de descodificació fora d'ordre de 7 amples, mentre que els nuclis Tempest són un disseny superescalar de descodificació fora d'ordre de 3 amples. Igual que els nuclis Mistral de l'A11, els nuclis Tempest es basen en els nuclis Swift d'Apple de l'Apple A6.
L'A12 també integra una unitat de processament de gràfics (GPU) de quatre nuclis dissenyada per Apple amb un rendiment gràfic un 50% més ràpid que l'A11. L'A12 inclou maquinari de xarxa neuronal dedicat que Apple anomena "motor neuronal de nova generació". Aquest maquinari de xarxa neuronal té vuit nuclis i pot realitzar fins a 5 bilions d'operacions de 8 bits per segon. A diferència del Neural Engine de l'A11, les aplicacions de tercers poden accedir al Neural Engine de l'A12.
L'A12 és fabricat per TSMC utilitzant un procés FinFET de 7 nm, el primer que s'envia en un producte de consum, que conté 6.900 milions de transistors. La mida de la matriu de l'A12 és de 83,27 mm 2, un 5% més petit que l'A11. Es fabrica en un paquet en paquet (PoP) juntament amb 4 GiB de memòria LPDDR4X a l'iPhone XS i XS Max i 3 GB de memòria LPDDR4X a l'iPhone XR, l'iPad Air (2019), el iPad mini de 5a generació i iPad (2020). El conjunt d'instruccions ARMv8.3 que admet aporta una millora significativa de seguretat en forma d'autenticació de punter, que mitiga tècniques d'explotació com les que impliquen corrupció de memòria, programació orientada a salts i programació orientada a retorn.
L'A12 té suport de codificació de còdec de vídeo per a HEVC i H.264. Compta amb suport de descodificació per a HEVC, H.264, MPEG-4 Part 2 i Motion JPEG.
Comparació de blocs de matriu (mm²)
| SoC                              | A12 (7 nm) | A11 (10 nm) |
| -------------------------------- | ---------- | ----------- |
| Mort total                       | 83,27      | 87,66       |
| Gran Nucli                       | 2.07       | 2,68        |
| Nucli petit                      | 0,43       | 0,53        |
| Complex de CPU (inclosos nuclis) | 11.90      | 14.48       |
| Nucli de GPU                     | 3.23       | 4.43        |
| GPU total                        | 14.88      | 15.28       |
| NPU                              | 5,79       | 1,83        |

## Productes que inclouen l'Apple A12 Bionic
- iPhone XS i XS Max
- iPhone XR
- iPad Mini (5a generació)
- iPad Air (3a generació)
- iPad (8a generació)
- Apple TV 4K (2a generació)